# Amor Hakkar
Amor Hakkar (àrab: عمر حكار, ʿUmar Ḥakkār) (Khenchela, Aurès, 1 de febrer de 1958) és un director de cinema algerià.

## Biografia
Arribat a França amb els seus pares a l'edat de 6 mesos, va passar la seva joventut a Besançon, en un bidonville, Founottes. Gràcies al suport del pare Chays, va aconseguir escapar-ne i fer estudis científics. D'aquesta infantesa al Franc Comtat, en fa un retrat a La cité des fausses notes, una novel·la publicada per Pétrelle el 2001 (premi de llibre Marcel Aymé 2001).
Apassionat pel cinema i l'escriptura, va fer el seu primer curtmetratge el 1990, Apprends-moi à compter jusqu'à l'infini, seguit d'un llargmetratge dos anys més tard, Sale temps pour un voyou, amb Pierre-Loup Rajot, Sylvie Fennec i Serge Giamberardino, produït per la companyia Rage au coeur films.
El 1994, va començar a rodar a França i Itàlia per a la pel·lícula Ailleurs c'est beau aussi amb Mado Maurin i Pierre Remund. Per manca de finançament, la pel·lícula no s'acabarà mai.
El 1998 va redescobrir la seva regió natal, l'Aurès, on va rodar uns anys més tard Timgad, la vie au cœur des Aurès, un documental de 52 minuts per a France 5.
Aquest descobriment algerià també li va inspirar el 2004 el guió de La Maison jaune amb el suport del fons d'ajuda a la producció del Franche-Comté i el fons Sud Cinéma com a així com Alger el 2007. El 2005, Amor Hakkar va crear la productora cinematogràfica Sarah Films. La pel·lícula es va rodar el 2006 a l'Aurès i en berber (premiat per la Fundació Beaumarchais SACD 2006). La Maison jaune es va estrenar als cinemes de França el 2008, després a Suïssa i al Canadà. La pel·lícula va guanyar 37 premis arreu del món.
Tanmateix, les dificultats de finançament no s'han acabat. Està treballant en el llargmetratge Quelques jours de répit amb Marina Vlady i Samir Guesmi. Aquesta pel·lícula evoca el destí de dos homosexuals iranians il·legals que intenten trobar refugi a França. La pel·lícula es rodarà amb el suport de la regió de Bourgogne Franche-Comté i la ciutat de Saint-Claude; serà seleccionada al Festival de Cinema de Sundance 2011. Distribuïda per Sarah Films, la pel·lícula es va estrenar als cinemes l'abril de 2011.
El 2013, Hakkar va dirigir en 14 dies la pel·lícula La Prouve amb Nabil Asli i Anya Louanchi. Distribuïda per Sarah Films, la pel·lícula s'estrenarà als cinemes el juliol de 2014.
El 2015, inspirat en un guió original de Florence Bouteloup, va dirigir la pel·lícula Celle qui vivra amb Meryem Medjkane, Muriel Racine, Nicolas Dufour, Hichem Berdouk i Caroline Fouilhoux. La pel·lícula s'estrenarà als cinemes el 2017.
El 2018 va dirigir, a la ciutat de Montrapon de Besançon, la pel·lícula Le choix d'Ali.

## Filmografia
- 1990: Apprends-moi à compter jusqu'à l'infini (curtmetratge)
- 1992: Sale temps pour un voyou, (selecció oficial als festivals de Cartago, Tetuan i París
- 1994: Ailleurs c'est beau aussi (inacabada)
- 2002: Timgad, la vie au cœur dans les Aurès, (prix TVS al Festival Vues d'Afrique de Montréal 2003) (documental)
- 2008: La Maison jaune, (selecció oficial Locarno 2007)
- 2011: Quelques jours de répit (selecció oficial Sundance 2011)
- 2013: La Preuve (selecció oficial Dubaï 2013)
- 2016: Celle qui vivra
- 2018: Le Choix d'Ali
- 2024: Le Premier Rôle

## Distincions
- Palmera d'Or a la XXVIII edició de la Mostra de València[6] i Premi Ecumènic del Festival de Locarno per La Maison jaune